# Jardín Metropolitano de Tokio de Plantas Medicinales
El Jardín Metropolitano de Tokio de Plantas Medicinales (en japonés: 東京都薬用植物園, Yakuyō shokubutsu no Tōkyōto teien) es un jardín botánico de 31 398 m² ubicado en la ciudad de Kodaira, Prefectura de Tokio, Japón.
Está administrado por la municipalidad de Tokio.
El código de reconocimiento internacional del Yakuyō shokubutsu no Tōkyōto teien como institución botánica (en el Botanical Gardens Conservation International - BGCI), así como las siglas de su herbario es TOKMM.

## Localización

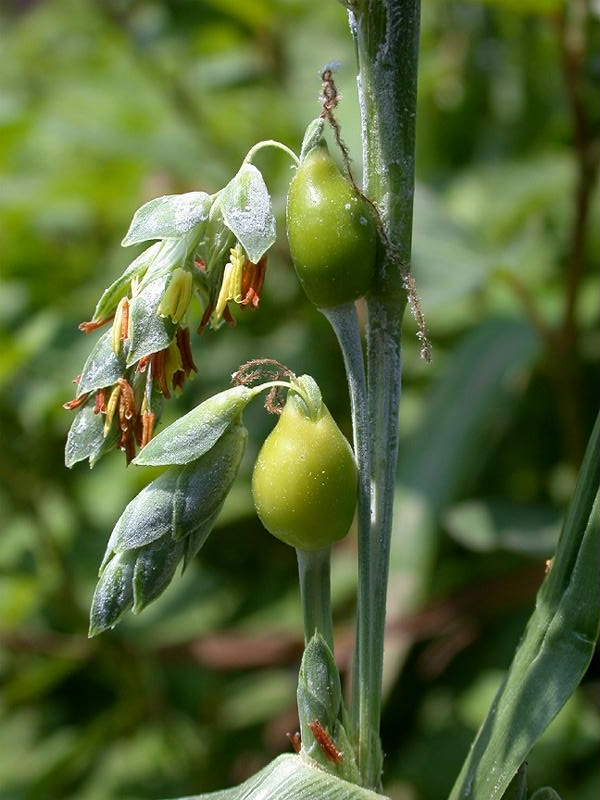
Inflorescencias del Coix lacryma-jobi planta utilizada en los remedios populares de China y Japón

Tokyo Metropolitan Medicinal Plants Garden, 72 Nakajima - cho, Kodaira-shi, Tokio 187, Japón.
Planos y vistas satelitales.35°40′42.24″N 139°40′55.92″E / 35.6784000, 139.6822000
El jardín no es visitable por el público en general, estando dedicado exclusivamente a la investigación y uso para la docencia de la Universidad de Tokio 
- Altitud : de 85 m s. n. m.
- Temperatura media anual : 14,8 °C con una variación de más menos 0,4 °C
- Precipitaciones medias anuales : 1 506,3 mm con una variación de más menos 309,2 mm

## Historia
Fue creado en 1946 con el propósito de servir de banco de germoplasma utilizable en las investigaciones y la docencia.

## Colecciones
Actualmente el jardín botánico alberga más de 1671 especies de plantas principalmente las plantas utilizadas en la farmacopea japonesa, en particular, los géneros Atractylodes, Asiasarum, Scutellaria,..
Las plantas se encuentran agrupadas en 14 secciones, según sus usos:
- Estufa fría e invernaderos de plantas tropicales, Meconopsis betonicifolia, Rauwolfia serpentina, Syzigium aramaticum, Telosma cordata...
- Plantas utilizadas en la farmacopea tradicional (china y japonesa), Paeonia suffruticosa, Carthamus tinctorius, Angelica acutiloba, Bupleurum scorzonerifolium...
- Plantas medicinales y tóxicas que crecen en los bordes de cursos y planos de agua, Primula japonica, Cicuta virosa, Nuphar japonicum, Typha angustifolia...
- Arbustos utilizados en alimentación y en farmacia, Prunus mume, Cornus officinalis, Catalpa ovata, Akebia quinata...
- Plantas de la farmacopea popular del Japón, Houttuynia cordata, Cassia tora, Coix lacryma-jobi var. ma-yuen, Geranium thunbergii...
- Cultivos experimentales de los géneros Papaver y Cannabis, Papaver somniferum, Papaver setigerum, Papaver bracteatum, Cannabis L....
- Plantas de uso en la industria farmacéutica japonesa, Scopolia japonica, Digitalis purpurea, Datura fastuosa, Colchicum autumnale...
- Plantas útiles, Papaver rhoeas, Hydrangea macrophylla var. thunbergii, Fagopyrum esculentum, Gossypium spp....
- Plantas tintóreas e hierbas aromáticas, Matricaria chamomilla, Lavandula hybrida, Persicaria tinctoria, Malva sylvestris...
- Plantas medicinales extranjeras, Atractylodes ovata, Crataegus pinnatifida, Mucuna membranacea, Atractylodes lancea DC. var. chinensis Kitamura...
- Plantas tóxicas, Adonis amurensis, Pieris japonica, Clematis terniflora, Lycoris radiata...
- Plantas medicinales alpinas, Galanthus nivalis L., Veronica ornata, Patrinia scabiosifolia, Gentiana scabra var. buergeri...
- Plantas medicinales de los sotobosques, Erythronium japonicum, Coptis japonica var. s, Liriope platyphylla...
- Cultivos experimentales, Asarum sieboldii, Atractylodes ovata, Platycodon grandiflorum, Salvia miltiorrhiza....

## Actividades
Se pueden distinguir varios apartados tales como,

### Investigación
- con la definición de las plantas utilizadas como drogas ilícitas,
- estudio de las plantas tóxicas,
- impacto de las plantas en la salud,
- estudio de las propiedades de las plantas para la fabricación de medicamentos…

### Actividades pedagógicas
- curso sobre las plantas medicinales
- talleres de observación de las plantas medicinales para todos,
- organización de seminarios de trabajo para los estudiantes de farmacia/medicina,
- seminarios de trabajo para el personal de las brigadas de estupefacientes,
- seminarios para los servicios de control de los medicamentos…